# Răzvan-Olimpiu Cadar
Răzvan-Olimpiu Cadar (n.  ?) este un deputat român, ales în 2024 din partea PNL. 